# شاریپوو (شهرستان سالاواتسکی، باشقیرستان)
شاریپوو (انگلیسی: Sharipovo, Salavatsky District, Republic of Bashkortostan) یک شهرک در شهرستان سالاواتسکی استان باشقیرستان کشور روسیه است.